# Forêts-parcs à trembles canadiennes
Localisation
La forêt-parc à trembles ou tremblaie-parc est une écorégion terrestre canadienne du type prairies, savanes et brousses tempérées.  Elle s'étend suivant un arc depuis la frontière du Manitoba et du Dakota du Nord jusqu'au centre de l'Alberta. Une zone disjointe occupe le nord-ouest de l'Alberta ainsi que la région de la Rivière de la Paix en Colombie-Britannique.

## Climat
La température moyenne annuelle oscille entre 0,5 et 2,5 degrés Celsius.  La température moyenne se maintient entre 13 °C et 16 °C pendant l'été et entre −14,5 °C et −12,5 °C pendant l'hiver.  Les précipitations annuelles moyennes varient entre 375 mm et un peu moins de 700 mm.

## Caractéristiques biologiques
La végétation de la forêt-parc à trembles se distingue par un couvert forestier composé principalement de Peuplier faux-tremble et dans une moindre mesure de Peuplier baumier.  Les espaces non forestiers sont occupés par les herbacées et les arbustes de grandes tailles.  L'Épinette blanche et le Sapin baumier y forment des peuplements climaciques, mais leur présence est limitée par la récurrence des feux de forêts.  
Parmi les espèces fauniques qui fréquentent ce biome, on retrouve: l'Orignal, le Cerf à queue blanche, l'Ours noir, le Loup, le Castor canadien, le Coyote, la Martre d'Amérique, le Vison d'Amérique, le Renard roux, le Lièvre d'Amérique, le Gaufre gris et l'Écureuil terrestre de Franklin.  

## Conservation
Quatre-vingt-dix pour cent de la forêt-parc à trembles a été perdu, principalement au profit des cultures de Colza, de Luzerne et de blé, ainsi que pour les pâturages.  L'exploitation forestière a également contribué à la diminution de ce biome.  